# QQ三国
《QQ三国》/《新QQ三国》是腾讯公司开发并且运营的一款以三国题材为游戏背景的2D横版类大型多人在线角色扮演游戏（MMORPG）。

## 玩法
玩家可从剑侍、豪杰、阴阳士、仙术士、游侠五种职业中择一扮演，前两种职业擅长物理攻击，后两种职业擅长法术。其中游侠为十周年版本更新的角色。
如同许多大型多人角色扮演游戏，一名或多名玩家可以在副本区域——独有的私人空间中——进行个人的探索、冒险或完成任务。副本中的怪物通常更强大，因此玩家将必须进行合作。目前QQ三国已开放9个副本。
玩家可在游戏中累计声望。到了一定程度的声望后可领取官爵（官爵也有等级限制），有了官爵后可领取一定程度的金钱作为俸禄。有的游戏装备需要达到一定的声望才能装备在身上。声望会随着离线时间的增加，而随之下降。
在《QQ三国》游戏中，活力的用途有很多用处，合成副职材料，鉴定元神，打造装备，粹取材料，升级心法等等都需要程度不等活力。活力的来源可以采取挂机（等级越高，得到的活力越多）和吃活力药丸来提升。当减少上线时间或者做消耗活力的任务时，活力就会下降。活力没有上限。

## 角色介绍[1]
QQ三国游戏目前共有五种职业：剑侍、豪杰、阴阳士、仙术士、游侠。
剑侍
职业特性
武器：大剑
特色：物理、近战、最为均衡
操作难度：★ ★ ★ ★
职业介绍
精通战斗技巧的勇士，以剑为武器。高命中、高闪避是剑侍的特色。他们还懂得如何更有效的激怒敌人，控制战斗节奏。如何省力且快捷的杀死敌人才是一名剑侍应该考虑的事情。
剑侍是游戏中能力较为均衡的角色。拥有中上水准的物理攻击力，中等的防御能力，以及较高的命中、回避能力。
转职职业
疾风剑侍、统御剑侍
豪杰
职业特性
武器：战斧
特色：物理、近战、强大肉盾
操作难度：★ ★ ★ ☆
职业介绍
自古豪杰天下之雄，霸气十足！强健的体魄 、疯狂的战意便是豪杰的最佳形容。擅长斧系攻击，对物理伤害有很强的防御能力。
豪杰将是游戏中的高防型角色。拥有较高的物理攻击力和很高的物理防御力，命中、回避能力则相对较弱。
转职职业
盾甲豪杰、狂战豪杰
阴阳士
职业特性
武器：法杖
特色：法术、远程、强力输出
操作难度：★ ★ ★ ★ ☆
职业介绍
天地万物，亦阴亦阳。承载了天地之力的阴阳士注定代表着毁灭。擅长强大的伤害法术，以杖为武器使用狂暴炽烈的火焰摧毁一切敌人。
阴阳是游戏中的强攻型角色。拥有很高的法术攻击力和相当高的法术命中，但体质很弱、回避能力普通。
转职职业
炽烈阴阳、制衡阴阳
仙术士
职业特性
武器：扇
特色：治疗、远程、最强辅助
操作难度：★ ★ ★
职业介绍
仙术士是一个令人尊敬的职业，以扇为武器。擅长治疗的仙术士，总是承担救死扶伤的责任，然而，轻视仙术士的攻击力无异于自寻死路。
仙术是游戏中的回复补给型角色。是唯一拥有回复技能的职业，攻击能力普通，但体质脆弱，回避能力一般。
转职职业
圣灵仙术、灭魂仙术
游侠
职业特性
武器：弓箭
特色：物理、远程、可攻可辅
操作难度：★ ★ ★ ☆
职业介绍
游侠为羿的徒弟一脉，他们生性低调，淡泊广阔，喜爱隐匿山林，却总在黎民百姓流离失所时出现。这次出现，是因为东汉末年乱世，黄巾乱世，他们感召到了时代的召唤，重出山林。他们善于弓射，一向人才辈出，以天下百姓为己任，从羿，再到飞将军李广，直至三国乱世的黄忠，赵云，太史慈等人，都精于箭术，是他们当中的佼佼者。
转职职业
驭影游侠、飞翎游侠

## 配置要求
| 项目     | 最低配置                          | 推荐配置                          |
| -------- | --------------------------------- | --------------------------------- |
| CPU      | PIII 800Mhz                       | PIII 1GMhz或更高                  |
| 内存     | 128M                              | 256M或更高                        |
| 显卡     | GeForce2(显存16M)                 | GeForce2(显存32M)或更高           |
| 声卡     | 支持Direct Sound的声卡            | 支持Direct Sound的声卡            |
| 操作系统 | Windows98/2000/XP/Vista/Windows 7 | Windows98/2000/XP/Vista/Windows 7 |

## 运营
游戏于2007年4月24日起内部测试，同年6月29日对公众开放测试。